# Söråtjärnen, Norrbotten
Söråtjärnen är en sjö i Bodens kommun i Norrbotten och ingår i Råneälvens huvudavrinningsområde. Söråtjärnen ligger i Råneälven Natura 2000-område. Sjöns area är 0,052 kvadratkilometer och den befinner sig 149 meter över havet.